# 百年往事

《百年往事》是穆德遠执导，都梁参与编写的电视剧，2008年出品，共40集，该作品以清咸丰年间一直到解放战争结束为背景，通过讲述荣宝斋在时代下的生兴衰史来反映当时的时代洪流。

## 剧情简介
百年老店荣宝斋在鸦片战争、甲午战争、南京政府南迁、抗日战争、解放战争等时代的洪流艰难的生存，并在之后靠着自身的努力和诚信的经营，成为了名扬海外的企业。

## 演员表
- 劉佩琦 飾 莊虎臣
- 張嘉譯 飾 張幼林
- 姚晨 飾 何佳碧
- 鄭曉寧 飾 王仁山
- 王紫瑄 飾 枝子
- 李濱 飾 張幼林（少年）
- 楊斯 飾 秋月
- 李健 飾 李山東
- 楊藝 飾 張仰山
- 金池 飾 鄭元培
- 李霞 飾 成保
- 陳友旺 飾 林滿江
- 李春鋒 飾 少年莊虎臣
- 曹操 飾 伊萬
- 劉偉明 飾 楊憲基
- 尚印泉 飾 周明仁
- 陳強 飾 老劉掌櫃
- 穆德遠 飾 茂源劉掌櫃
- 國玉峯 飾 花子甲

## 职员表
- 导演：穆德远
- 编剧：都粱
- 美术指导：程广明[4]

## 相關連結
- 豆瓣电影上《百年往事》的資料 （简体中文）
- 爱奇艺网链接 （页面存档备份，存于）